# 자카르타의 역사
자카르타(Jakarta)는 현재의 인도네시아(Republic of Indonesia)의 수도이며, 네덜란드령 동인도의 식민지 지배를 받을 때 바타비아(Batavia)라고 불리기도 했다.
16세기경부터 무역항으로서 발달. 포르투갈인에게는 자카르타라라고 알려졌다. 네덜란드의 진출 후, 1619년 구시(舊市) 남쪽에 새 도시가 건설되어 바타비아라고 개명했다. 그 후 네덜란드인, 중국인의 왕래가 빈번했는데, 18세기 후반 이래 총독 관저는 근교의 고지 보이텐솔프(보고르)로 옮겼다. 인도네시아 독립 후 옛 명칭으로 다시 바뀌었다.